# Tristagma staminosum
Tristagma staminosum är en amaryllisväxtart som beskrevs av Pierfelice Ravenna. Tristagma staminosum ingår i släktet Tristagma och familjen amaryllisväxter. Inga underarter finns listade i Catalogue of Life.